# Fors (Avesta)
Fors is een plaats in de gemeente Avesta in het landschap Dalarna en de provincie Dalarnas län in Zweden. De plaats heeft 845 inwoners (2005) en een oppervlakte van 126 hectare.

## Verkeer en vervoer
Bij de plaats loopt de Riksväg 68.
De plaats heeft een station aan de spoorlijn Godsstråket genom Bergslagen.